# Aaron Sorkin
Aaron Benjamin Sorkin (New York, 1961. június 9. –) Oscar-díjas amerikai forgatókönyvíró, producer és drámaíró.

## Életpályája
Miután 1983-ban megszerezte a Syracuse Egyetemen a BFA-fokozatot (Bachelor of Fine Arts), Sorkin szabadúszó színészként élt a '80-as években New York-ban. Szenvedélyévé vált a színdarabírás, és színházi körökben hamar fel is figyeltek tehetségére. Az Egy becsületbeli ügy (A Few Good Men) című darabja felkeltette a hollywoodi producer, David Brown figyelmét, aki megvette a megfilmesítési jogokat, mielőtt a darab egyáltalán színpadra került volna.
A Castle Rock Entertainment felkérte Sorkint, hogy adaptálja az Egy becsületbeli ügy-et a mozivászonra. A film (Rob Reiner rendezésével) kasszasiker lett. Sorkin a '90-es években két újabb forgatókönyvet írt a Castle Rock stúdiónál, a Bűvölet-et (Malice) és a Szerelem a Fehér Házban-t (The American President). A '90-es évek közepén olyan filmek forgatókönyvének írásában vett részt, mint a Schindler listája (Schindler's List) és a Nyomd a sódert! (Bulworth). Televíziós karrierje 1998-ban kezdődött, amikor Thomas Schlamme-al az oldalán útjára indította a Sports Night című vígjátéksorozatot az ABC csatornán. Összesen két évadot élt meg, és 1999-ben már debütált is Sorkin második sorozata, a többszörös Emmy-díj nyertes és Magyarországon is jól ismert politikai dráma, Az elnök emberei (The West Wing), ezúttal az NBC-n. Sorkin (és Schlamme) azonban a 4. évad végén, 2003-ban távozni kényszerült, amit a nézők nem néztek jó szemmel, legalábbis a folyamatosan csökkenő nézettségi adatok ezt mutatták. A sorozat végül a 7. évadával köszönt le. Sorkin 2006-ban tért vissza a képernyőre, ismét az NBC-hez és ismét Thomas Schlamme partnereként, A színfalak mögött (Studio 60 on the Sunset Strip) című sorozattal, ami egy késő esti szkeccs-show stábjának életét mutatta be. A sorozatot a kritikusok és a rajongók is jól fogadták, ám a premier 13 milliós nézőtáborából az utolsó részre csak 4,2 millió maradt, így az NBC nem újította meg a szerződést egy második évadra. Sorkin 2007-es munkája a Charlie Wilson háborúja (Charlie Wilson's War) című film, amelyet 2008. február 7-én mutattak be itthon.
Majd' egy évtized után Sorkin visszatért a színházba, hogy színpadra vigye a The Farnsworth Invention című darabját, amit a La Jolla Playhouse-ban próbáltak 2007 februárjától, majd 2007 decemberében a Broadway-n debütált. 2011-ben rendelte meg az HBO Sorkintól a magyarul is bemutatott Híradósok (The Newsroom) megírását. A következő évben debütáló sorozat egy elképzelt kábeltévés híradót mutat be. Három évadot élt meg.
Sorkin éveken át kokainfüggő volt, de végül részt vett egy drogelvonó kúrán, és sikeresen leszokott. A televíziózásban Sorkin vezető íróként ismert, aki megosztja a forgatókönyvírás munkáját a többi íróval. Elvárja, hogy az íróstáb tagjai álljanak elő legképtelenebbnek tűnő ötleteikkel is. Aki akár egyetlen Sorkin-művet is látott, az mindig fel fogja ismerni munkáit, stílusa kortársaiéval összetéveszthetetlen: munkáira jellemzőek a gyors, intelligens párbeszédek, amiket a Thomas Schlamme által előszeretettel alkalmazott "Walk and Talk" technikával egyetlen hosszú beállításban tudtak felvenni. (Az elnök embereiben nem ritkák például a másfél-két perces beállítások sem.) Szkriptjeiben kitűnően kombinálja a drámát és a vígjátékot, az (ön)iróniát és az emelkedett hangvételű jeleneteket.
A Social Network - A közösségi háló című film forgatókönyvéért 2011-ben elnyerte a legjobb adaptált forgatókönyvért járó Oscar-díjat, BAFTA-díjat és a legjobb forgatókönyvért járó Golden Globe díjat. 2012-ben ugyanezekre a díjakra jelölték a Pénzcsináló forgatókönyvéért.
2012 tavaszán bejelentették, hogy Aaron Sorkin írja a Sony Pictures által tervezett Steve Jobs-film forgatókönyvét.

## Filmjei (forgatókönyvek)
- Egy becsületbeli ügy (A Few Good Men), 1992, legjobb forgatókönyv Golden Globe-jelölés 1993-ban
- Szerelem a Fehér Házban (The American President), 1995, legjobb forgatókönyv Golden Globe-jelölés 1996-ban
- Charlie Wilson háborúja (Charlie Wilson's War, George Crile könyve alapján), 2007, legjobb forgatókönyv Golden Globe-jelölés 2008-ban
- Social Network – A közösségi háló (The Social Network, Ben Mezrich The Accidental Billionaires c. könyve alapján), 2010; Oscar-díj 2011 (legjobb adaptált forgatókönyv), BAFTA-díj (legjobb adaptált forgatókönyv), Golden Globe díj 2011 (legjobb forgatókönyv)
- Pénzcsináló (Moneyball, Steven Zailliannel közösen, Michael Lewis könyve alapján), 2011, legjobb adaptált forgatókönyv Oscar-díj jelölés, BAFTA-díj jelölés, legjobb forgatókönyv Golden Globe-jelölés 2012-ben
- Follies (Stephen Sondheim musicale és James Goldman" könyve alapján), 2012